# Oasis (clon de Minecraft)
Oasis és un videojoc del 2024 que intenta replicar Minecraft del 2011, executat íntegrament amb intel·ligència artificial generativa . El projecte, que va començar el desenvolupament el 2022 i va ser llançat al públic el 31 d'octubre de 2024.
La simulació basada en IA utilitza Next Frame Prediction per predir els jugadors en funció de l'entrada del teclat i el ratolí, i s'entrena amb milions d'hores de material de joc. Sense memòria ni codi, el joc sovint produeix canvis d'escena i d'inventari impredictibles, limitant la seva funcionalitat com a videojoc tradicional.
La versió de demostració de "prova de concepte" del joc va ser desenvolupada per l'empresa israeliana d'IA Decart, amb seu a San Francisco, i l'empresa emergent de maquinari de Silicon Valley Etched. La idea va sorgir el 2022 quan Robert Wachen, graduat de Harvard i cofundador d'Etched, va conèixer Dean Leitersdorf, graduat de l'Institut Tecnològic d'Israel i cofundador de Decart. Compartint un interès pel GPT-3 d'OpenAI, van col·laborar per crear el joc, anomenant-lo així per l'escenari de la novel·la i la pel·lícula Ready Player One. Va ser finançat per una subvenció de 21 milions de dòlars del multimilionari israelià-americà Oren Zeev i Sequoia Capital, amb seu a Nova York.
Decart va llançar el joc al públic de forma gratuïta el 31 d'octubre de 2024. La IA replica la jugabilitat Minecraft sense codi utilitzant la "predicció del següent fotograma", en què la IA intenta predir què veurà el jugador després de cada entrada de teclat i ratolí, cosa que va ser entrenada per fer amb milions d'hores de metratge de Minecraft.